# Sosna na Wzgórzu Krasińskiego
Sosna na Wzgórzu Krasińskiego – pomnik przyrody (orzeczenie nr 258/62 Prezydium Wojewódzkiej Rady Narodowej w Poznaniu z 15 grudnia 1956 r.) – sosna zwyczajna, zlokalizowana na Wzgórzu Krasińskiego w Wierzenicy, bezpośrednio przy tzw. Alei Filozofów (oddział leśny 20a). 
Sosna rosła na terenie szkółki leśnej Cieszkowskich. Miała nietypową budowę: niski, przysadzisty pień i gęstą, nisko osadzoną koronę w formie owalu lub gniazda. Zygmunt Krasiński, spacerując w tym rejonie w towarzystwie swojego przyjaciela Augusta Cieszkowskiego, dostrzegł piękno tego nietypowego drzewa i często pod nim przesiadywał. Do miejscowych legend należy, że czytywał pod nią listy od swojej wielkiej miłości – Delfiny Potockiej oraz to, iż po ostatnim wyjeździe artysty drzewo zaczęło usychać z tęsknoty, nie słysząc na głos odczytywanych przez wieszcza listów. Obecnie sosna jest martwa i nie zachowała się już jej nietypowa korona. Tutejsze okazy sosen wspomina w swoim dzienniku Janina z Puttkamerów Żółtowska, prawnuczka Maryli Wereszczakówny – wczesnej miłości Adama Mickiewicza. 
W 2014 sosnę wyeksponowano, otoczono płotkiem i ustawiono obok tablicę turystyczną.